# Клэрисса (город, Миннесота)
Клэрисса (англ. Clarissa) — город в округе Тодд, штат Миннесота, США. На площади 2,6 км² (2,6 км² — суша, водоёмов нет), согласно переписи 2000 года, проживают 609 человек. Плотность населения составляет 238,2 чел./км².
- Телефонный код города — _
- Почтовый индекс — 56440
- FIPS-код города — 27-11602[1]
- GNIS-идентификатор — 0641242[2]